# Joe Wilkinson

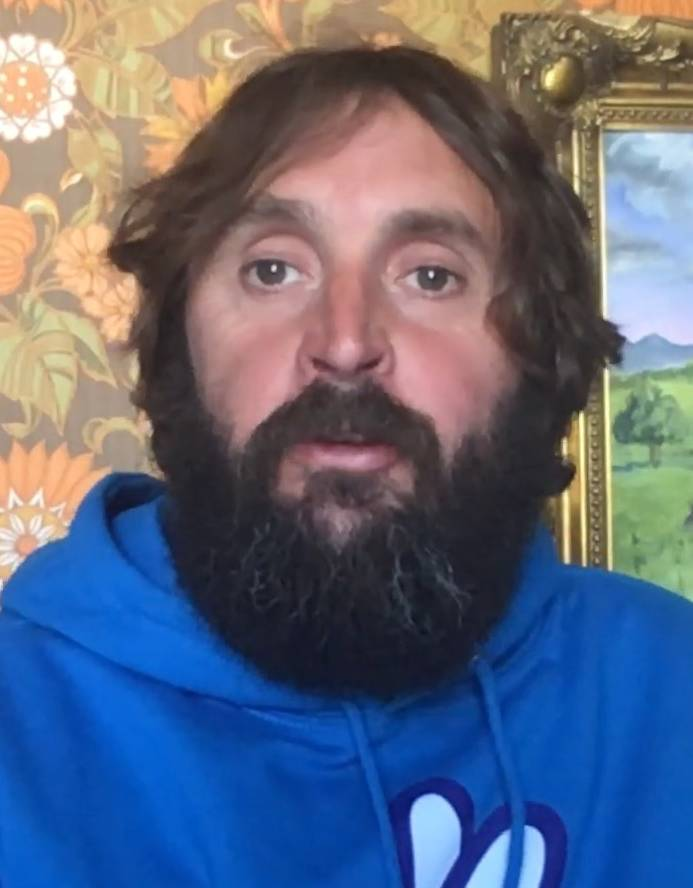
Joe Wilkinson (2020)

Joseph Roland Wilkinson (* 11. Februar 1975 in Bromley) ist ein britischer Komiker. Er wurde als Sohn von Stella und Brian Wilkinson geboren und wuchs in Kent auf. Er tritt seit 2004 auf und hat in dieser Zeit an Shows wie 8 Out of 10 Cats und Taskmaster mitgewirkt. Wilkinson tritt regelmäßig in vielen britischen Comedy-Panelshows auf. Er lebt in Brighton.